# De mus en zijn vier kinderen
De mus en zijn vier kinderen is een sprookje uit Kinder- und Hausmärchen, de verzameling van de gebroeders Grimm, met als nummer KHM157. De oorspronkelijke naam is Der Sperling und seine vier Kinder.

## Het verhaal
Een mus heeft vier jongen in een zwaluwnest. De jongen worden door een windvlaag meegevoerd. De vader had gewild dat hij ze voor alle gevaren in de wereld had kunnen waarschuwen voordat zij uit het nest gingen, dit was nu niet meer mogelijk. In de herfst komen de zonen met een zwerm mussen mee terug en vader ontmoet zijn zonen in een tarweveld. Hij hoort van zijn oudste zoon dat hij in de tuinen heeft geleefd van rupsjes, wormpjes en kersen. De vader waarschuwt de zoon voor mensen met lange groene holle stokken met een gat er in. Als de jongen vraagt wat hij moet doen als er een groen blaadje met was op het gat is geplakt, wil de vader weten waar hij dit heeft gezien. De jongen is in de tuin van de koopman geweest en de vader vindt dat hij nu voldoende wereldwijsheid opgedaan heeft.
De tweede zoon is aan het hof geweest en vader vindt dat hij daar niet hoort tussen het goud, fluweel en zijde. Dit is voor de uilen, sperwers en valken. De zoon hoort in de buurt van de paardenstal te blijven en kan dan elke dag een graantje haver meepikken. De tweede zoon vertelt dat de staljongens strikken maken en stroppen en netten tussen het stro zetten. De vader vindt hofjongens slechte jongens en vindt dat deze zoon zich nu ook kan redden in de wereld. Hij waarschuwt nog voor wolven, omdat ze ook slimme hondjes eten. De derde zoon vertelt dat hij in de straten en wegen graantjes vond. Vader wil dat hij uitkijkt naar mensen die stenen oprapen, maar de zoon vertelt over mensen die stenen onder hun kleding dragen.
De derde jongen is bij de mijnwerkers geweest en de vader vindt dit harde werkers, maar je moet wel oppassen voor de mannen. Ze brengen mussen om met kobalt. De derde zoon heeft nu ook genoeg gezien en beleefd en zal zich wel redden in de wereld. Dan vraagt vader wat de vierde zoon heeft gedaan, hij was altijd de domste en de zwakste en vader wil dat hij bij het nest blijft. Maar de jongen vertelt dat je eerlijk verkregen voedsel aan God moet toevertrouwen. De zoon is in een kerk terechtgekomen en at vliegen en spinnen van de ramen. De vader van alle mussen heeft het beestje de zomer lang gevoed en vader vindt het goed dat de zoon teruggaat naar de kerk. Daar zal de zoon veilig zijn, al is de wereld vol wilde en boosaardige vogels.

## Achtergronden bij het verhaal
- Het sprookje is naar een hoofdstuk uit Lehrreiche Schriften (1663) van Johann Balthasar Schuppius.
- Het verhaal werd al in de Middeleeuwen vertelt.
- Een mus komt ook voor in De hond en de mus (KHM58).